# Ora e per sempre (album)
Ora e per sempre è una raccolta dei Timoria pubblicata dalla Universal e raccoglie in 3 CD tutte le canzoni più importanti della carriera del gruppo bresciano, dalla formazione fino allo scioglimento.

## Tracce
CD 1 (Rock)
1. Senza vento
2. Ritmo e dolore
3. Macchine e dollari
4. Speed ball
5. Faccia da Rockstar
6. Storie per sopravvivere
7. Boccadoro
8. 2020
9. Milano (non è l'America)
10. Deserto
11. Atti osceni
12. Ora e per sempre
13. Sudamerica
14. Hey Giò
15. Mandami un messaggio
16. Il mercante dei sogni
17. Sudeuropa
18. Treno Magico
19. Mexico (con gli Articolo 31)
20. Un volo splendido

CD 2 (Ballads)
1. Walking my way
2. Sacrificio
3. L'uomo che ride
4. Sangue impazzito
5. Colori che esplodono
6. La cura giusta
7. Jugendflucht
8. Europa 3
9. Vola piano
10. Verso Oriente (con Eugenio Finardi)
11. L'amore è un drago dormiente
12. Via Padana Superiore
13. Male non farà (cover di Ligabue)
14. Casa mia
15. È così facile
16. Sole Spento
17. Freedom
18. La nave

CD 3 (Live)
1. La Città di Eva
2. Sudamerica
3. Brain Machine
4. Europa 3
5. Speed Ball
6. Senza far rumore
7. Senza Vento (acustica)
8. Albero
9. Via Padana Superiore
10. La Nave/Milano (non è l'America)
11. Sacrificio
12. Boccadoro
13. Sangue Impazzito
14. Senza vento
15. Atti osceni
16. 2020